# Trofeu dels Rasetaires
El Trofeu dels Rasetaires (en francès, Trophée des Raseteurs), organitzat pel Trofeu taurí, premia el millor rasetaire de la segona categoria de la temporada taurina de la Camarga. El trofeu va ser creat el 1952 per Georges Thiel, Marius Gardiol i Paul Laurent.